# Cratere Bran
Bran è un cratere sulla superficie di Callisto.